# 佐谷恭
佐谷 恭（さたに きょう、1975年 - ）は、株式会社旅と平和の代表取締役社長。コリアンダー料理専門店「パクチーハウス東京」（2007年11月〜2018年3月10日）や東京初のコワーキングスペース「PAX Coworking」（2010年7月〜）のファウンダー。地域活性とランニングを組み合わせたイベント「シャルソン」（ソーシャルマラソン）を開発し、全国に普及させている。「肩書きは自分で作れ」がモットー。富士通、ライブドアを経て独立。

## 来歴
神奈川県秦野市生まれ
1993年　神奈川県立秦野高校卒業
1998年　京都大学総合人間学部卒業
2004年　英国ブラッドフォード大学大学院（平和学専攻）を修了
2007年1月1日　パクチーの種を配る仕組みとしてシードバンク「パクチー銀行」を創設。頭取に就任
2007年11月　東京都世田谷区経堂に、パクチー料理専門店「パクチーハウス東京」を開店。東京初のコワーキングスペースとなる「PAX Coworking」を運営
2011年　フランスボルドー地方のメドックマラソンに毎年参加し始める
2012年　ご当地ソーシャルマラソン「シャルソン」を考案し、世田谷区で初開催
2014年8月24日　釜石～気仙沼の約120kmを3日間で走り、地元の方と交流したり被災後の状況を発信した
2015年　サハラマラソン完走
2018年3月10日　パクチーブームを巻き起こした「パクチーハウス東京」が閉店
2019年11月　千葉県安房郡鋸南町に、アーティストインレジデンス・コワーキングカフェの複合施設「鋸南エアルポルト」を開業
2022年1月1日　千葉県安房郡鋸南町（JR内房線保田駅前）の銀行跡地に「パクチー銀行」のリアル店舗を開設
2022年4月　鋸南町が同町４人目の「ふるさと応援団」に委嘱

## 著書
- 『ぱくぱく！パクチー』（情報センター出版局）
- 『つながりの仕事術〜「コワーキング」をはじめよう』（洋泉社新書ｙ）
- 『みんなで作る パクチー料理』（スモール出版）
- 「ありえない」をブームにするつながりの仕事術: 世界初パクチー料理専門店を連日満員にできた理由（絶版新書）